# Josh Dueck
Josh Dueck es un esquiador canadiense. Ganó una medalla de plata en los Juegos Paralímpicos de Invierno de 2010 en el evento de eslalon masculino.  El 3 de febrero de 2012, se convirtió en la primera persona en realizar un backflip sobre nieve en un esquí alpino adaptado.

## Biografía
Dueck nació el 13 de enero de 1981 en Kimberley, Columbia Británica y ahora reside en Vernon. Era un exesquiador de estilo libre y entrenador antes de quedar discapacitado al realizar un salto de demostración en marzo de 2004 donde se rompió la espalda y lo dejó como un atleta discapacitado en la clasificación T11. Le dijo a los periodistas: "Sabía profunda e intuitivamente que era una mala idea".

## Carrera

### Vancouver 2010
Ingresó a los Juegos Paralímpicos de 2010 solo 6 años después de quedar discapacitado. Ganó la medalla de plata en eslalon, con un registro de 1: 24.19. "Tenía una línea en mente y pude seguirla. Me arriesgué, tuve suerte. Estoy bastante seguro de que tenía algunos ángeles a mi lado para algunas de esas puertas que estaba recortando. El segundo lugar es increíble ", dijo el jugador de 33 años posteriormente.

## Logros
Ganó medallas de plata y oro en los Juegos Paralímpicos de Sochi, Rusia, así como una medalla de plata en los juegos de 2010 en Vancouver. También ganó el oro en Mono Skier X en los X Games de 2011, bronce en los X Games de 2012, ocupó múltiples podios de la Copa Mundial IPC y fue el campeón mundial de descenso en 2009. En febrero de 2012 fue aclamado internacionalmente cuando se puso de cabeza y se convirtió en el primer esquiador en completar un voltereta en la nieve,   dándole notoriedad mundial y una aparición en The Ellen DeGeneres Show. Es un defensor de la seguridad en el lugar de trabajo y la accesibilidad en el deporte, y en 2013 dio una charla TED sobre sus experiencias.